# Kristijan Ipša
Kristijan Ipša (Parenzo, 4 aprile 1986) è un ex calciatore croato, di ruolo difensore.

## Carriera

### Club
Ha esordito da professionista nel Varaždin, e nel 2007 si è trasferito in Germania all'Energie Cottbus. Con la prima squadra ha disputato 4 partite in Bundesliga, mentre con la seconda squadra vanta 2 presenze in Regionalliga Nord.
Dal 2008 al 2013 ha giocato nella Superligaen con la maglia del Midtjylland, con cui ha disputato 86 partite di campionato, mettendo a segno 2 reti.
Il 6 luglio 2013 si trasferisce alla Reggina.

### Nazionale
Ipša ha svolto tutta la trafila delle nazionali giovanili croate: con l'Under-17 ha collezionato 3 presenze; sono 11 invece le presenze sia con l'Under-19 sia con l'Under-21.